# Соколівка (Ізюмський район)
Соколі́вка —  село в Україні, у Балаклійському районі Харківської області. Населення становить 12 осіб. До 2020 орган місцевого самоврядування — Асіївська сільська рада.

## Географія
Село Соколівка складається з 2-х частин, знаходиться біля балки з загатою з якої бере початок річка Вікнинна, нижче за течією якої знаходиться село Асіївка.

## Історія
12 червня 2020 року, відповідно до Розпорядження Кабінету Міністрів України  № 725-р «Про визначення адміністративних центрів та затвердження територій територіальних громад Харківської області», увійшло до складу Балаклійської міської територіальної громади.
19 липня 2020 року, в результаті адміністративно-територіальної реформи та ліквідації Балаклійського району, село увійшло до складу новоутвореного Ізюмського району.

## Економіка
В селі є молочно-товарна ферма.